# Allan Quatermain

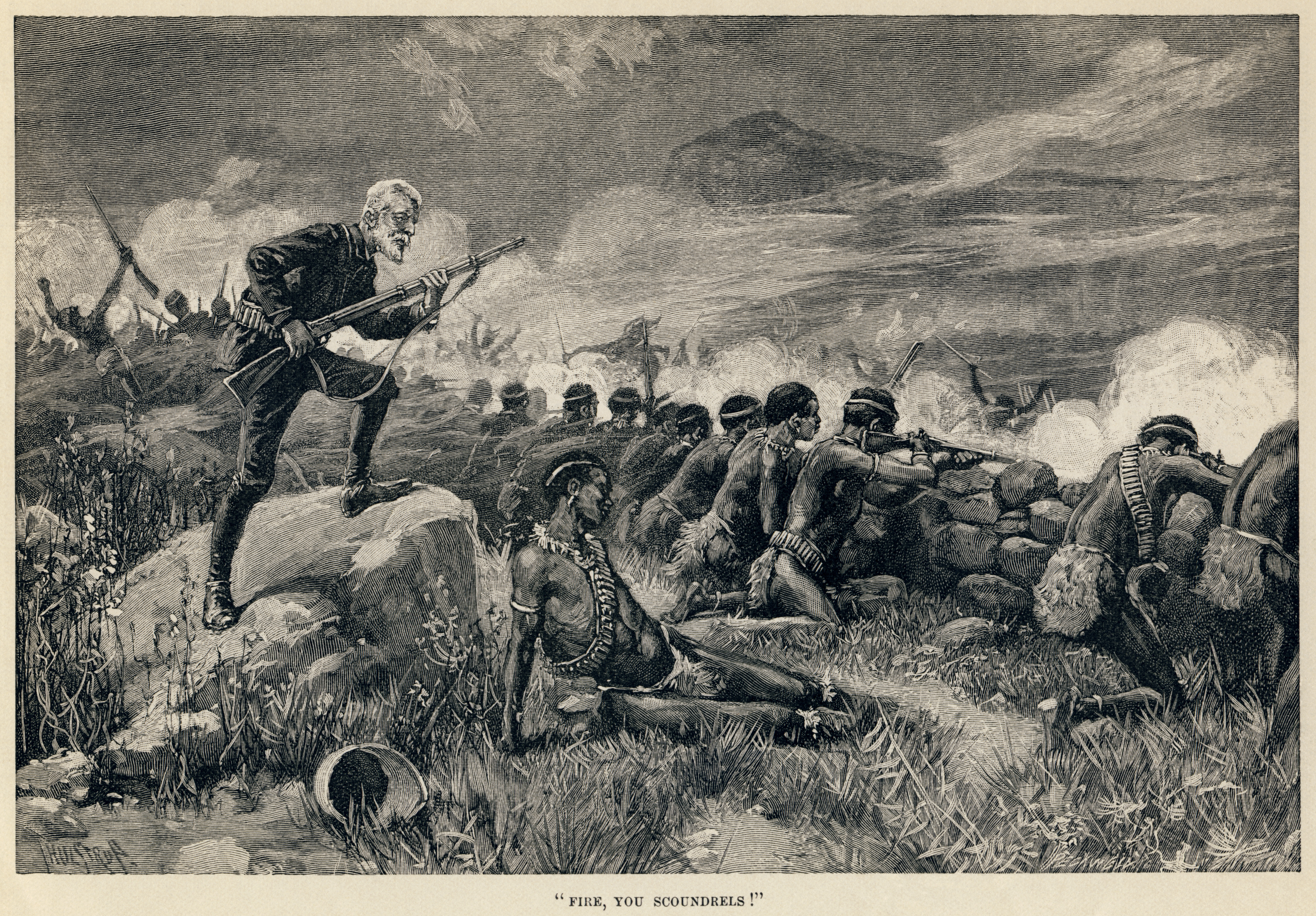
Ett porträtt av Allan Quatermain (till vänster).

Allan Quatermain är en litterär figur och huvudperson i flera av H. Rider Haggards äventyrsböcker. Quatermain beskrivs som den största jägaren genom tiderna.

## Böcker
Böckerna författade av H. Rider Haggard som relaterar till Quatermain:
- Kung Salomos skatt, King Solomon’s Mines 1885, översatt till svenska 1886
- Allan Quatermain 1887
- Allan's Wife 1887
- Maiwa's Revenge: or, The War of the Little Hand 1888
- Marie 1912
- Child of Storm 1913
- The Holy Flower 1915
- Finished 1917
- The Ivory Child 1916
- The Ancient Allan 1920
- She and Allan 1920
- Heu-heu: or The Monster 1924
- The Treasure of the Lake 1926
- Allan and the Ice-gods 1927
- Hunter Quatermain's Story: The Uncollected Adventures of Allan Quatermain

## Quatermain i andra verk

### Filmer
King Solomon's Mines har filmats ett flertal gånger. 1950 kom filmen ut med Stewart Granger i huvudrollen. 1985 var det Richard Chamberlain som gestaltade Quatermain i Kung Salomos sk(r)att och dess uppföljare året därpå. 2004 gjordes en nyinspelning, direkt för TV, med Patrick Swayze som huvudrollsinnehavare.

### The League of Extraordinary Gentlemen
Figuren Allan Quatermain har använts flitigt av moderna författare. Ett av de mest kända är seriealbumet The League of Extraordinary Gentlemen av Alan Moore och Kevin O'Neill som 2003 blev filmen The League med Sean Connery i rollen som Quatermain.